# Sinonatrix
Sinonatrix är ett släkte av ormar som ingår i familjen snokar. Sinonatrix ingår i underfamiljen Natricinae som ibland godkänns som familj.
Arterna är medelstora ormar med en längd av cirka 1 meter. De förekommer i Kina och Vietnam. Habitatet utgörs av träskmarker eller områden intill dammar. Dessa ormar jagar groddjur och fiskar. Honor lägger inga ägg utan föder levande ungar.
Arter enligt Catalogue of Life och The Reptile Database:
- Sinonatrix aequifasciata
- Sinonatrix annularis
- Sinonatrix percarinata
- Sinonatrix yunnanensis